# Ljuban Jakše
Ljuban Jakše, slovenski novinar, komunist, partizan in prvoborec, * 29. maj 1912, Vransko, † 1993.
1935 je postal član KPS. V NOB je vstopil leta 1941. Od marca 1942 do maja 1943 je bil v zaporu v Italiji, nato pa v koncentracijskem taborišču v Nemčiji.

## Odlikovanja
- red zaslug za ljudstvo II. stopnje
- red bratstva in enotnosti II. stopnje
- partizanska spomenica 1941